# Julius Bielefeld
Julius Bielefeld (* 2. Oktober 1905 in Dülmen; † 6. Dezember 1970 ebenda) war ein deutscher Politiker und NSDAP-Kreisleiter.

## Herkunft und Familie
Julius Bielefeld wurde als Sohn des Rechnungsrats Ludwig Bielefeld geboren. Sein Bruder Franz gehörte dem Reichstag an und war NSDAP-Kreisleiter und SA-Sturmbannführer. Julius heiratete am 20. November 1931 Elisabeth Olbrich. Aus der Ehe gingen vier Kinder hervor.

## Wirken
Nach dem Besuch des Gymnasiums Dülmen bis zur Obersekunda und anschließendem Besuch der städtischen Höheren Handelsschule in Münster begann er eine Tätigkeit als Schreiber in einem Rechtsanwaltsbüro. Unterbrochen durch Arbeitslosigkeit und Betätigung als Versicherungsagent wurde er im Oktober 1929 Angestellter beim Hauptzollamt Vreden und blieb bis 1934 in diesem Amt.
Zum 26. November 1926 trat er in die NSDAP (Mitgliedsnummer 47.935) sowie in die SA ein und gründete im Jahre 1927 mit seinem Bruder Franz die NSDAP-Ortsgruppe Dülmen, die als eine der ersten NSDAP-Ortsgruppen im Münsterland galt.
Von Mitte 1932 bis April 1934 war er Ortsgruppenleiter in Dülmen und 1933 auch Stadtverordneter.
Als NSDAP-Kreisleiter Coesfeld war er von April 1934 bis März 1938 und anschließend als NSDAP-Kreisleiter Lüdinghausen bis zum 9. August 1944 hauptamtlich tätig. Wegen längerer Erkrankungen wurde er in den Jahren 1942/1943 durch Herbert Barthel vertreten. August 1944 wurde er dienstunfähig und wegen angeblicher Differenzen mit NSDAP-Gauleiter Alfred Meyer sowie eines Parteigerichtsverfahrens seines Amtes enthoben.
Wegen seiner nationalsozialistischen Tätigkeiten war er vom 27. April 1945 bis zum 12. April 1948 im Internierungslager Staumühle festgesetzt und zu zwei Jahren Gefängnis verurteilt, die durch die Internierung verbüßt waren.
Im Entnazifizierungsverfahren wurde er 1949 in die Kategorie IV (Mitläufer) und 1950 ebenfalls in die Kategorie IV, jedoch mit der Bedingung des Ausschlusses von allen öffentlichen Ämtern, eingestuft. In den Verfahren waren sich die Parteien einig, „… daß sich Bielefeld als Kreisleiter […] anständig und korrekt gegen alle Menschen aufgeführt hat“. Aus dem anfänglichen „Saulus“ wurde ein „Paulus“.
In einem Strafverfahren gegen Bielefeld wegen Verbrechens gegen die Menschlichkeit wurde er 1950 vom Schwurgericht Münster zu einer Gefängnisstrafe von einem Jahr – unter Anrechnung der Untersuchungshaft – verurteilt. Der Bundesgerichtshof hat dieses Urteil wegen Verstreichens der Verjährungsfrist aufgehoben.
Bielefeld blieb krankheitsbedingt ohne jegliches Einkommen und lebte bis zu seinem Tode von der Wohlfahrtsunterstützung.